# Relicina xanthoparmeliformis
Relicina xanthoparmeliformis är en lavart som beskrevs av Elix & T. H. Nash. Relicina xanthoparmeliformis ingår i släktet Relicina och familjen Parmeliaceae.   Inga underarter finns listade i Catalogue of Life.